# Terrorisme en France en 2025
Pour un article plus général, voir Chronologie des actes terroristes en France.
Cette page présente une chronologie des actes de terrorisme ou projets d'attentats en France durant l'année 2025 ainsi que des principaux événements en relation avec des attentats des années précédentes.

## Attentats
| Date                | Lieu | Nombre de morts | Nombre de blessés | Description |
| ------------------- | --- | --------------- | ----------------- | --- |
| 25/01/2025          | Apt (Vaucluse)                                                                                                  | 0               | 2                 | Un individu de 32 ans agresse au couteau le client d'un supermarché à Apt en criant "Allah Akbar" puis blesse également le vigile qui réussit néanmoins à le désarmer. L'assaillant est interpellé, il est connu pour radicalisation, infraction à la législation sur les explosifs et antécédents psychiatriques. Le PNAT se saisit de l'enquête,. |
| 22/02/2025          | Mulhouse (Haut-Rhin)                                                                                            | 1               | 7                 | Un individu attaque violemment au couteau des passants et des policiers sur le marché de la ville. L'attaque fait un mort, cinq blessés parmi les policiers municipaux dont 2 graves, et 2 blessés parmi les agents du stationnement. L'agresseur, un ressortissant algérien de 37 ans sous le coup d'une OQTF (Obligation de quitter le territoire français) et fiché au FSPRT (fichier de traitement des signalements pour la prévention de la radicalisation à caractère terroriste), est rapidement interpellé. Il est également connu pour troubles psychiatriques de type schizophrénie. La piste terroriste est privilégiée par les autorités,. |
| 28/02/2025          | Loreto-di-Casinca (Haute-Corse)                                                                                 | 0               | 0                 | Une résidence secondaire est visée par un attentat dans le village de Loreto-di-Casinca. Une bouteille de gaz, couplée à une charge explosive est retrouvée sur place et la porte de la villa a été détruite dans l’explosion. |
| Du 14 au 16/04/2025 | Toulon (Var), Aix-en-Provence (Bouches-du-Rhône), Villepinte (Seine-Saint-Denis), Valence (Drôme), Nîmes (Gard) | 0               | 0                 | Attaques d'avril 2025 contre des prisons françaises : Des attaques coordonnées ont lieu contre plusieurs prisons françaises dans la nuit du 14 au 15 avril : - Centre pénitentiaire La Farlède, Toulon (Var) : 15 impactes de balles d'armes automatiques sur la porte d’entrée - Centre pénitentiaire d'Aix-Luynes, à Aix-en-Provence (Bouches-du-Rhône) : 2 véhicules et le portail des ERIS incendiés, des impactes de balles retrouvés. - Maison d'arrêt de Villepinte (Seine-Saint-Denis) : Véhicules incendiés - Maison d'arrêt de Nanterre (Hauts-de-Seine) : Véhicules incendiés - Centre pénitentiaire de Valence (Drôme) : 2 voitures de surveillants incendiées - Maison d’arrêt de Nîmes (Gard) : Un véhicule incendié - Locaux de la protection judiciaire de la jeunesse de Marseille : Une dizaine de véhicules incendiés ou tagués Dans la nuit du 13 au 14 avril, déjà 7 voitures avaient été incendiées sur le parking de l'Ecole nationale de l'administration pénitentiaire (Enap) à Agen, ainsi qu’une voiture de surveillant au centre pénitentiaire de Réau (Seine-et-Marne). Des inscriptions "DDPF", pour "Droits des prisonniers français" ont été retrouvées sur les lieux. Le PNAT se saisit du dossier, et les investigations sont confiées à la SDAT, la DGSI et à la police,. Dans la nuit du 15 au 16 avril, d'autre attaques et dégradations ont lieu : - Prison de Tarascon (Bouches-du-Rhône) : 3 véhicules incendiés - Aix-Luynes : Une voiture incendiée devant le domicile d'un agent pénitentiaire - Seine-et-Marne : Attaque au cocktail Molotov et début d'incendie dans la cage d'escalier d'un immeuble où réside une agente pénitentiaire. |
| Du 20 au 21/04/2025 | Corbas (Rhône), Villefontaine (Isère)                                                                           | 0               | 0                 | D'autres attaques ont lieu contre l'administration pénitentiaire le 20 et 21 avril : - Une voiture est incendiée le 20 avril près de la maison d'arrêt de Lyon-Corbas. Un tag de revendication « DDPF » est présent. - Le 21 avril, plusieurs pavillons sont visés par des tirs par arme à feu et jets de cocktail Molotov dans un lotissement à Villefontaine, où résident plusieurs agents pénitentiaires. Des graffitis « DDPF » ainsi que le nom d'un agent ont également été tagués. Par erreur, les agresseurs ont en réalité ciblé les domiciles de voisins, croyant viser les agents,. - 2 autres voitures sont incendiés à la maison d'arrêt de Lyon-Corbas. Le PNAT se saisit également de ces affaires. Au 22 avril le PNAT enquête sur 13 fait commis dans 9 départements. Au 2 mai, 21 suspects sont présentés à des juges d'instruction en vue d'une mise en examen. Mais devant l'absence d'idéologie radicale violente, ni d'ingérence étrangère le PNAT se dessaisi au profit de la juridiction nationale de lutte contre la criminalité organisée (JUNALCO). |
| 31/05/2025          | Puget-sur-Argens (Var)                                                                                          | 1               | 1                 | Un homme ouvre le feux sur des travailleurs étrangers à Puget-sur-Argens, tuant un homme de 35 ans de nationalité tunisienne et blessant un autre homme de 25 ans de nationalité turque. Le suspect est un homme de 54 ans, qui a annoncé dans un manifeste vidéo raciste et xénophobe, vouloir tuer des étrangers. Puis dans une autre vidéo il revendique son acte, et tient un discours hostile à l'immigration. visant "à terroriser la population". Il est arrêté par le GIGN d'Orange, porteur de nombreuses armes dont un fusil à pompe des pistolets mitrailleurs et des armes de poings. Le 2 juin le PNAT se saisit de l'enquête,. |

## Tentatives et suspicions d'attentats déjouées
| Date                                                 | Lieu                   | Description |
| ---------------------------------------------------- | ---------------------- | --- |
| 08/01/2025 (arrestation) 13/01/2025 (mise en examen) | Val d'Ajol (Vosges)    | Un couple appartenant à la mouvance complotiste des "Citoyens souverains" est arrêté en possession d'armes et d'engins explosifs. Ils sont mis en examen par le PNAT pour "fabrication non autorisée d'engin explosif, incendiaire ou de produit explosif en relation avec une entreprise terroriste" et "acquisition illégale de produit ou engin explosif en relation avec une entreprise terroriste". L'enquête est confiée à la SDAT. Dans leur domicile a été retrouvé de quoi fabriquer du TATP,.                         |
| 16/02/2025                                           | Meythet (Haute-Savoie) | Un adolescent de 17 ans se filmait dans la rue en direct sur Tik Tok, menaçant de s'en prendre à des femmes avec un couteau. Après un signalement Pharos, des gendarmes interviennent. L'individu est neutralisé après des tirs de taser et un coup de feu dans la cuisse. L'homme appartient à la mouvance Incel. Une enquête est ouverte à son encontre pour "provocation directe à un acte de terrorisme commise au moyen d’un service de télécommunication, menace de mort contre les personnes et apologie du terrorisme". |
| 11/03/2025                                           | Lure (Haute-Saône)     | Un individu de 17 ans est interpellé devant un établissement scolaire armé d'un grand couteau. Le lendemain le PNAT se saisit de l'affaire, l'individu étant connu pour radicalisation et se revendiquant de l'État islamique. |
| 02/04/2025                                           | Dunkerque (Nord)       | Trois individus âgés de 19 à 24 ans ont été interpellés pour un projet d'action violente à l'explosif. Le principal suspect a fait une lettre d'allégeance à l'Etat Islamique, ils projetaient de viser la communauté juive. Lors des arrestations une ceinture artisanale susceptible d'accueillir des engins explosifs est découverte. |
| 20/06/2025                                           | Sarthe                 | La DGSI interpelle un individu de 17 ans ayant prêté allégeance à l'organisation État islamique qui projetait des « attentats contre des lieux de culte notamment des synagogues, contre des sex shops et contre des événements festifs ». |
| 01/07/2025                                           | Saint-Etienne (Loire)  | Un homme de 18 ans se revendiquant de la mouvance incel est arrêté en possession de 2 couteaux aux abords d'un lycée de Saint-Etienne. Il est placé en détention provisoire à Paris par le PNAT, qui le met en examen pour association de malfaiteurs terroriste en vue de la préparation d'un ou plusieurs crimes d'atteintes aux personnes |

## Attaque dont la motivation terroriste est débattue ou non prouvée
| Date       | Lieu                  | Nombre de morts | Nombre de blessés | Description |
| ---------- | --------------------- | --------------- | ----------------- | --- |
| 24/02/2025 | Marseille             | 0               | 0                 | Le jour de l'anniversaire de l'invasion russe de l'Ukraine, trois engins explosifs improvisés, composés d'une bouteille contenant une solution détonante, ont été lancé dans le jardin du consulat général de Russie à Marseille. Deux d'entre elles ont explosé, ne faisant ni victime, ni dégât. La porte-parole du ministère des Affaires étrangères russe indique "Les explosions sur le territoire du consulat général de Russie à Marseille ont toutes les caractéristiques d'une attaque terroriste". Mais l'enquête française est confiée à la division de la criminalité organisée et spécialisée pour "dégradation par substances explosives ou incendiaires". |
| 25/04/2025 | La Grand-Combe (Gard) | 1               | 0                 | Olivier Hadzovic, 21 ans, rentre dans la mosquée de la Grand-Combe, et poignarde mortellement un fidèle de 57 coups de couteau. La victime est Aboubakar Cissé, un jeune malien d'une vingtaine d'année, bénévole dans le lieu de culte. L'assaillant filme en direct l'agonie de sa victime et profère des insultes islamophobes. Le parquet envisage un crime raciste et islamophobe. Le suspect se rend aux autorités en Italie le 27 avril. Le PNAT est en observation mais ne s'est pas saisi, toutefois le Conseil français du culte musulman dénonce un « attentat terroriste anti-musulman ». La procureur de Nîmes justifie le 2 mai, que l'agression est "le résultat d'un individu ayant agi dans un contexte isolé, sans revendication idéologique ou lien avec une organisation qui diffuserait une revendication idéologique qu'elle entendrait porter par l'intimidation ou la terreur". |

## Procès
- 7 avril : Mohamed Mejdoub, l'auteur de l'attentat de la rue Victor-Hugo à Lyon, qui avait fait 15 blessés en 2019, est reconnu coupable de tentative d'assassinats en relation avec une entreprise terroriste, et est condamné à la prison à perpétuité assortie d'une peine de sûreté de 22 ans[31].
- 21 juin : La cour d’assises spéciale de Paris confirme en appel la condamnation de Mohamed Lamine Aberouz à la réclusion criminelle à perpétuité, pour sa complicité dans l'affaire du Double assassinat du 13 juin 2016 à Magnanville, et passe la peine de sûreté prononcée de 20 à 22 ans[32].

## Mémoire et aide aux victimes
Dans le cadre de l'examen du projet de loi, le gouvernement Barnier renonce au projet de Musée-mémorial du terrorisme et supprime les crédits afférents en décembre 2024, mais le PLF devient caduc de par la censure du Gouvernement. Toutefois, à l'occasion des dix ans des attentats de janvier 2015, le président de la République Emmanuel Macron annoncera la reprise du projet.
Le 26 juillet 2025, le prêtre Jacques Hamel, mort dans l'attentat de l'église de Saint-Étienne-du-Rouvray le 26 juillet 2016, reçoit à titre posthume la médaille de reconnaissance aux victimes du terrorisme, le même jour que la paroissienne Janine Coponet (décédée en 2021), Guy Coponet, ainsi que les sœurs Danielle et Huguette.